# Colón, Mexiko
Colón är en ort i Mexiko.   Den ligger i kommunen Colón och delstaten Querétaro Arteaga, i den centrala delen av landet, 180 km nordväst om huvudstaden Mexico City. Colón ligger 1 924 meter över havet och antalet invånare är 7 088.
Terrängen runt Colón är huvudsakligen kuperad, men den allra närmaste omgivningen är platt. Runt Colón är det ganska tätbefolkat, med 67 invånare per kvadratkilometer. Colón är det största samhället i trakten. Trakten runt Colón består i huvudsak av gräsmarker.